# Tunabåten

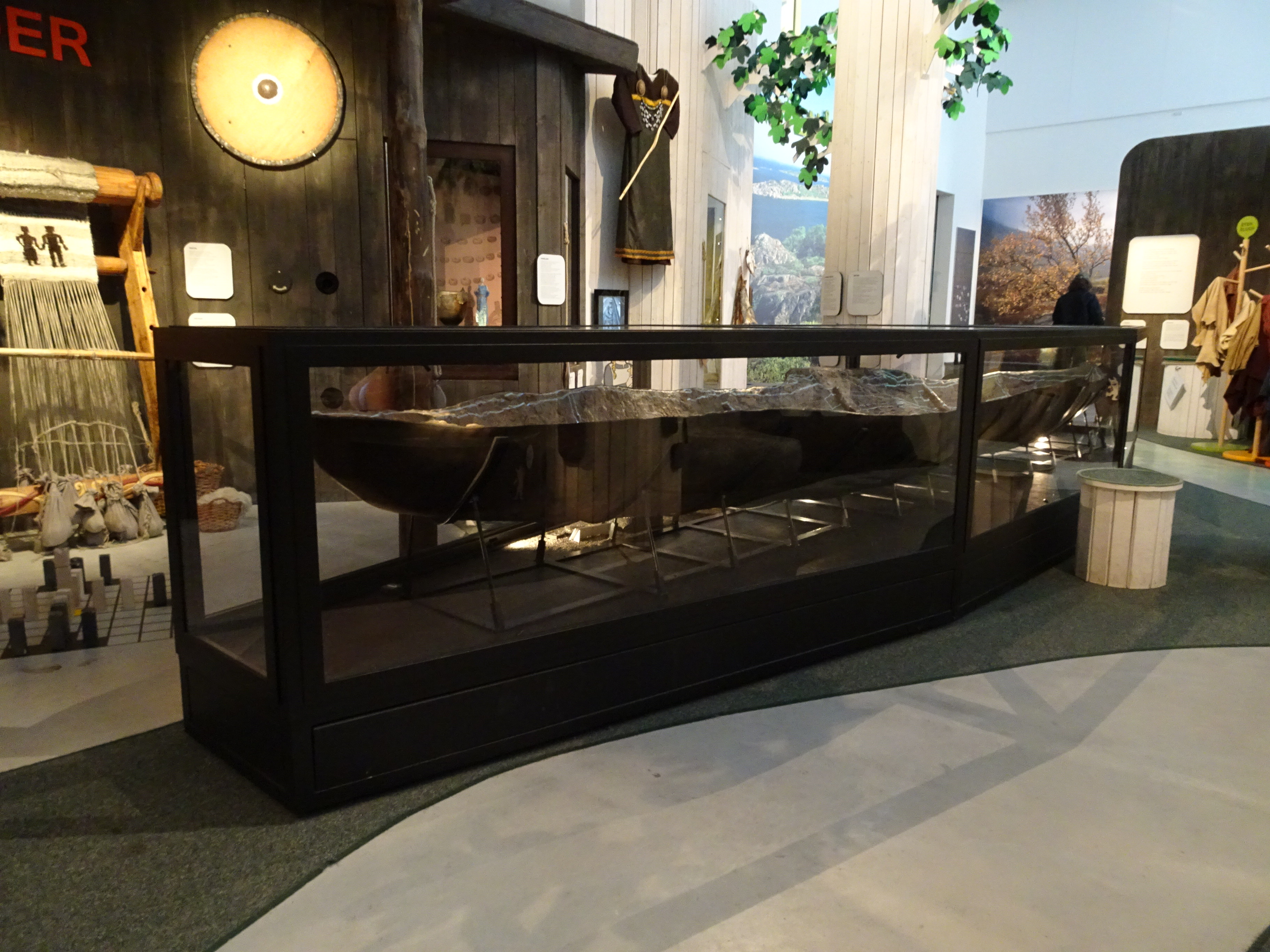
Tunabåten.

Tunabåten hittades i en båtgrav på ett större gravfält i Tuna, Badelunda socken i Västmanland. Den upptäcktes i början av 1950-talet inne på en privat villatomt. Detta var en av åtta båtgravar i samma område och i dessa låg endast kvinnor, medan männen fått enklare gravsättningar. I Tunabåtens grav låg en kvinna som sannolikt varit både rik och mäktig under sin levnad i slutet av 700-talet. I graven hade hon fått med sig guld och sin sierskastav, ett halsband med pärlor och arabiska mynt, arm-, hals- och fingerringar. Där fanns även brons, glas, spännbucklor och rester av ett ylletyg. Båten var sex till sju meter lång och konstruerad som en stockbåt med förhöjd bordläggning.

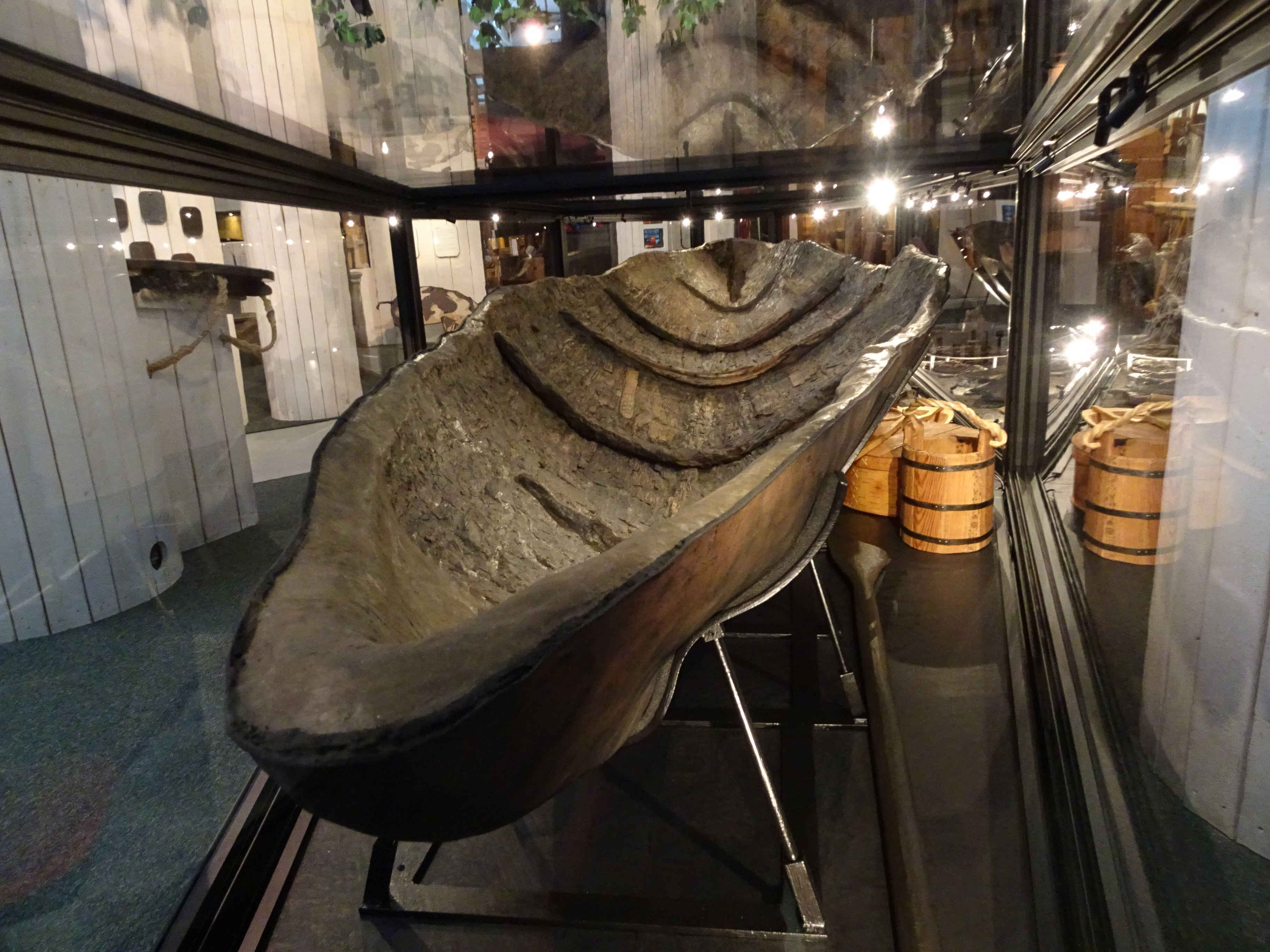
Tunabåten utställd i Västmanlands läns museum.

Båtgraven fick en arkeologisk utgrävning 1952-53 av Erik Nylén, Harald Åkerlund och Bengt Schönbäck och den vendeltida Tunabåten har konserverats och finns nu i Västmanlands läns museum. Ett smycke finns förvarat i Guldrummet, Historiska museet i Stockholm. En rekonstruktion som heter Smia gjordes av båten år 2000.